# Brad Sullivan
Pour les articles homonymes, voir Sullivan.
Brad Sullivan est un acteur américain, né le 18 novembre 1931 à Chicago, dans l'Illinois (États-Unis) et mort le 31 décembre 2008 d'un cancer du foie.

## Filmographie

### Cinéma
- 1972 : Camp disciplinaire (Parades) : Sergeant Hook
- 1973 : L'Arnaque (The Sting) : Cole
- 1977 : La Castagne (Slap Shot) : Morris "Mo" Wanchuk
- 1979 : Walk Proud : Jerry Kelsey
- 1980 : The Line : Sergeant Hook
- 1980 : L'Île sanglante (The Island) : Stark
- 1981 : Le Fantôme de Milburn (Ghost Story) : Sheriff
- 1982 : Cold River : Reuban Knat
- 1985 : Représailles (en) (The New Kids) : Colonel Jenkins
- 1987 : Les Filous (Tin Men) : Masters
- 1987 : Les Incorruptibles (The Untouchables) de Brian De Palma : Georgy
- 1988 : Funny Farm : Brock
- 1989 : Dead Bang : Chief Hillard
- 1989 : Une journée de fous (The Dream Team) : Sergeant Vincente
- 1989 : Signs of Life de John David Coles : Lobsterman
- 1989 : Abyss (The Abyss) : USS Montana Executive Officer
- 1991 : La Liste noire (Guilty by Suspicion) : Congressman Velde
- 1991 : Le Jeu du pouvoir (True Colors) de Herbert Ross : Abernathy
- 1991 : Le Prince des marées (The Prince of Tides) : Henry Wingo
- 1993 : Sister Act, acte 2 (Sister Act 2: Back in the Habit) : Father Thomas
- 1995 : Jerky Boys, le film (The Jerky Boys: The Movie) de James Melkonian (en) : Detective Robert Worzic
- 1995 : Canadian Bacon de Michael Moore : Gus, CIA Canada Desk Agent
- 1995 : Max zéro malgré lui (Bushwhacked) : Jack Erickson
- 2000 : The Fantasticks : Ben Hucklebee

### Télévision
- 1973 : Sticks and Bones
- 1974 : Les Vagabonds du nouveau monde (The Migrants) (TV) : Johnson
- 1974 : La Loi (The Law) (TV) : Officer Newberg
- 1982 : The Neighborhood (TV)
- 1984 : George Washington (en) (feuilleton TV) : Gen. Artemus Ward
- 1986 : A Winner Never Quits (en) (TV) : Taylor
- 1988 : The Red Spider (TV) : Colonel Claymore
- 1988 : Clinton and Nadine (TV) : Gen. John Anson
- 1989 : Home Fires Burning (TV) : Fog Martin
- 1990 : Orpheus Descending (en) (TV) : Jabe Torrance
- 1990 : Judgment (TV) : Kenneth Loring
- 1991 : Meurtre entre chiens et loup (In the Line of Duty: Manhunt in the Dakotas) (TV)
- 1991 : The Gambler Returns: The Luck of the Draw (TV) : le juge Roy Bean
- 1992 : Jeux d'influence (en) (Teamster Boss: The Jackie Presser Story) (TV) : Dickerson
- 1993 : Double Deception (TV) : C.T.
- 1997 : In the Line of Duty: Blaze of Glory (TV) : Mike LaSalle
- 1997 : Une sacrée vie (Nothing Sacred) (série TV) : Father Leo